# Покровка (Кам'янський район)
Покро́вка — село у Божедарівській селищній громаді Кам'янського району Дніпропетровської області. 
Колишній центр Покровської сільської ради.

## Географія
Село Покровка розташоване в центральній частині області в межах Придніпровської височини у степовій зоні. Через село протікає річка Рекалова, на якій утворено штучний ставок. Вище за течією на відстані 0,5 км розташоване село Новомилорадівка, нижче за течією на відстані 4 км розташоване село Скелюватка. Через село проходить автомобільна дорога Т 0432.

## Історія
Згадується в історичних документах середини 19 століття.
У селі Олександрівка жив поміщик-князь Мангелов і у нього було 40 тис. десятин землі. Він мав своє військо, на чолі якого був полковник Милорадович. Милорадович одружився з донькою князя Мангелова і отримав в посаг багато землі, у тому числі й ті, де зараз знаходитися Покровка. Кріпаків отриманих з дружиною в посаг Милорадович поселив там, де зараз село із залізничною станцією Милорадівка. Від його імені і стало називатися село. Для обробки всієї землі Милорадович привіз людей з Чернігівщини і поселив їх уздовж балки. Сталося це на «Покрову» 1 жовтня. З того часу село росло і називалося Покровка.
Жителі села до 1861 року були кріпаками поміщика Милорадовича. У ці роки Милорадович жив у Петербурзі і там же дав розпорядження виділити для продажу селянам 600 десятин землі. На душу припадало 4 десятини, за кожну доводилося платити по 30 рублів. Таких грошей у селян не було, вистачило тільки на частину землі, а решту викупили німці з колонії і Милорадівка.
1897 — у селі Покровка проживають 349 чоловіків, 358 жінок, 106 дворів.
У середині 90-х землю біля села Покровка, яка належала Милорадовичу, купив Дангауер Фіцент Кристянович. У 1907—1908 році Дангауер побудував школу з трьома класними кімнатами і кімнатою для вчителя.
В часи радянської влади в селі розміщувалась центральна садиба колгоспу «Жовтнева перемога».

## Сучасність
У Покровці є неповна середня школа, дитячий садок, ФАП, будинок культури, бібліотека пошта.

## Населення

### Мова
Розподіл населення за рідною мовою за даними перепису 2001 року:
| Мова            | Відсоток |
| --------------- | -------- |
| українська      | 96,2 %   |
| російська       | 1,9 %    |
| білоруська      | 1,3 %    |
| інші/не вказали | 0,6 %    |

## Персоналії
Костюк Микола Павлович (1915 с. Покровка -1997 Торонто) - помічник-секретар Д. Яворницького у 1929– 1940 роках.  Працював землекопом археологічної експедиції, де познайомився з Д. Яворницьким. Став помічником і секретарем («писарем») вченого: супроводжував в експедиціях, відрядженнях тощо. Після смерті історика підтримував його вдову. Під час Другої світової війни М. Костюк опинився у Німеччини, з 1952 року жив в Англії та Канаді. 